# Benjamin Ernani Diaz
Benjamin Ernani Diaz (Rio de Janeiro, 1937) é um engenheiro brasileiro, graduado em Engenharia Civil pela Escola Politécnica da Universidade Federal do Rio de Janeiro (UFRJ), em 1959. Especializado em projetos para obras de grande porte, com uso de concreto armado e protendido.
Na Alemanha, na década de 1960, desenvolveu uma tese de doutorado sobre teoria das cascas na Universidade Técnica de Munique e atuou como engenheiro de estruturas da firma Dyckerhoff & Widmann, desenvolvendo pontes em balanços sucessivos em parceria com o Dr. Herber Kupfer.
Voltando ao Brasil, na empresa Noronha Engenharia, foi pioneiro na aplicação da informática à engenharia, desenvolvendo programas para cálculo e desenvolvimento de estruturas, atuando como um dos responsáveis pelo projeto da ponte Rio-Niterói. Posteriormente, já na Promon Engenharia, liderou o projeto esrutural da central nuclear de Angra 2 e prestou consultoria de estruturas para os viadutos da Ferrovia do Aço.
Com o fim do projeto da Usina de Angra 2, enveredou pela carreira acadêmica ao tornar-se professor titular da Escola Politécnica da UFRJ. Na instituição foi chefe de Departamento de Estruturas e ocupou, por quatro anos, o cargo de Prefeito da Cidade Universitária.  
Dentre outras distinções, recebeu a Medalha do Mérito Profissional agraciado pelo CREA-RJ (1999) e a Medalha do Mérito conferida na 56ª Semana Oficial de Engenharia, da Arquitetura e da Agronomia, pelo CONFEA, Natal, Rio Grande do Norte (1999).